# Rachel Neylan
Rachel Neylan (* 9. März 1982 in Sydney) ist  eine  australische Radrennfahrerin.

## Sportliche Laufbahn
Bei den UCI-Straßen-Weltmeisterschaften 2012 in Valkenburg aan de Geul wurde Rachel Neylan Vize-Weltmeisterin im Straßenrennen der Frauen. Ihr erster Sieg bei einem Rennen des internationalen Kalenders gelang Neylan 2015 auf der dritten Etappe der Trophée d’Or Féminin, bei der sie auch die Gesamtwertung gewann. 2016 gewann sie das Eintagesrennen Grand Prix de Plumelec-Morbihan, und sie wurde 22. im Straßenrennen der Olympischen Spiele. 2019 entschied sie eine Etappe von Gracia Orlová für sich.
Rachel Neylan ist ausgebildete Physiotherapeutin.

## Erfolge
2012
- Vize-Weltmeisterin – Straßenrennen

2015
- Gesamtwertung und eine Etappe Trophée d’Or Féminin

2016
- Grand Prix de Plumelec-Morbihan

2019
- eine Etappe Gracia Orlová